# Flimmerschnee
Als Flimmerschnee bezeichnet man in der Luft schwebende, sehr kleine Eiskristalle, die bei Temperaturen von unter −12 °C durch Resublimation von Wasserdampf entstehen können. Diese Eiskristalle verursachen ungewöhnliche Lichtbrechungs- und Streuungseffekte, bei günstigem Sonnenstand können sie als Lichtsäule in der Luft schwebend erscheinen.